# 세계혈우연맹
세계혈우연맹(World Federation of Hemophilia, WFH)은 혈우병 및 기타 유전적 출혈 장애가 있는 사람들의 삶을 개선하는 데 전념하는 국제 비영리 단체이다. 출혈 장애가 있는 사람들을 교육하고 의료 개선을 위해 로비한다. 전세계 출혈질환 환자의 75%는 이를 모르고 치료를 받지도 않는다.
WFH는 1963년 프랭크 슈나벨(Frank Schnabel)에 의해 설립되었으며 캐나다 몬트리올에 본부를 두고 있다. 147개국에 회원단체가 있고 세계보건기구(WHO)로부터 공식 인정을 받았다. 현 회장은 세자르 가리도(Cesar Garrido)이다.